# 프로페서 앤 매드맨
《프로페서 앤 매드맨》(영어: The Professor and the Madman)은 2019년에 개봉한 전기 드라마 영화이다. 사이먼 윈체스터의 논픽션 〈교수와 광인〉(The Surgeon of Crowthorne)이 원작이며, 옥스포드 영어 사전을 편찬한 두 인물 제임스 머리 교수와 윌리엄 체스터 마이너 박사의 일화를 다룬다. 파르하드 사피니아가 P. B. 솀란이란 가명 하에 연출하였고, 멜 깁슨, 숀 펜, 내털리 도머, 에디 마선, 제니퍼 일리 등이 출연했다.

## 줄거리
1872년 런던. 전 미국 육군 외과의 윌리엄 체스터 마이너는 과거 자신이 낙인을 찍었던 탈영병에 대한 환각에 시달리다가 무고한 행인 조지 메릿을 살해한다. 마이너는 정신 이상 판정을 받고 브로드무어 정신 병원에 수용된다.
한편 제임스 머리 교수는 옥스퍼드 대학교 출판부에서 영어의 모든 단어와 어원, 다양한 의미, 인용문을 담는 옥스포드 영어 사전 초판 편찬 위원회에 들어간다. 작업은 이미 20년 전 시작되었지만 작업량이 워낙 방대하고 영어가 급변하는 변하는 속도를 따라갈 수 없어 진척에 난관을 겪는다. 머리는 영국 국민들에게 단어 예문 참조 문헌을 보내 달라고 요청하자는 제안을 하고, 이에 머리는 사전 편찬 위원회 책임자가 된다.
브로드무어에서 마이너의 정신은 착란 상태와 명료한 상태를 오간다. 마이너는 우연히 사고를 당한 한 간호사의 다리를 모범적으로 절단하여 생명을 구하고, 이를 계기로 리처드 브레인 원장은 새로운 정신 치료법을 시도하며 마이너가 책을 읽고 그림을 그리게 한다. 마이너는 연금을 메릿의 아내 일라이자에게 기부하려 하지만 거절을 당한다. 머리가 사전과 관련해 요청한 소식을 들은 마이너는 인용문과 예시를 곁들인 수백 개의 표제어를 보낸다.
마이너의 공헌은 위원회에 큰 도움이 되지만 후원자들은 여전히 작업 진행 속도가 느리다며 불만을 제기한다. 머리는 마이너를 만나 그의 상황을 알게 되고, 둘은 깊은 우정을 쌓는다. 머리는 마이너의 상태를 동료와 아내 에이다에게 숨긴다. 가정 경제 상황 때문에 할 수 없이 마이너의 연금을 받게 된 일라이자는 그를 만나고 연민을 느껴 책을 선물하고, 마이너는 일라이자에게 글 읽는 법을 가르쳐 준다. 브레인은 이 관계를 치료 실험의 일부로 허용한다.
옥스퍼드 사전의 첫 번째 권이 출판되자 일부 동료가 내용이 불완전하다며 머리를 비판한다. 이는 실은 머리의 자리를 노리는 헨리 브래들리의 음모이다. 한편 일라이자는 사이가 가까워진 마이너를 자녀들에게 소개시키지만 마이너가 아버지 살해범이라는 사실을 아는 일라이자의 장녀는 분노해 마이너의 뺨을 때린다. 일라이자가 마이너에게 사랑을 고백하고 키스한 뒤 상태가 불안정해진 마이너는 자신이 조지 메릿을 두 번 죽인 셈이라고 여기며 음경을 절단한다. 새 치료법이 실패했다고 판단한 브레인은 마이너에게 베풀던 여러 특혜를 거두고 보다 폭력적인 치료법을 적용한다.
마이너의 진실이 신문 지상에 폭로되자 이를 빌미로 브래들리가 머리의 자리를 차지하고 마이너의 이름은 협력자 목록에서 삭제된다. 에이다는 머리와 마이너를 돕기 위해 위원회 앞에 선다. 머리는 일라이자와 긴장증 상태가 된 마이너의 만남을 주선하고, 마이너는 자신이 용서받았다는 걸 알게 되면서 점차 회복한다.
머리는 후원자인 프레디 퍼니벌과 함께 마이너를 퇴원시키기 위한 재판 심리 기회를 얻어낸다. 그러나 일라이자의 탄원에도 불구하고 배심원단은 정신 이상 판정을 철회하지 않는다. 이에 머리와 퍼니벌은 내무 장관 윈스턴 처칠에게 도움을 요청하고, 처칠은 마이너를 미국으로 추방하는 방식을 써서 마이너에게 자유를 준다. 마이너와 머리는 마지막 인사를 나눈다.
퍼니벌은 머리를 사전 편찬 위원회 책임자로 복귀시키고 마이너의 이름도 다시 1권 협력자 명단에 올라간다. 머리는 기사 작위를 받은 뒤 1915년 늑막염으로 사망하고, 마이너는 1920년 폐렴으로 사망한다. 옥스퍼드 영어 사전은 구상 70년 만인 1928년에 40만 개 이상의 단어와 100만 개 이상의 인용문이 실린 12권으로 완간된다.

## 출연진
- 멜 깁슨 - 제임스 머리 역
- 숀 펜 - 윌리엄 체스터 마이너 역
- 내털리 도머 - 일라이자 메릿 역
- 에디 마선 - 먼시 역: 브로드무어 경비 역
- 제니퍼 일리 - 에이다 머리 역: 제임스 머리의 두 번째 아내이자 둘 사이에 태어난 자녀 11명의 어머니.
- 제러미 어바인 - 찰스 홀 역
- 데이비드 오하라 - 처치 역
- 앤서니 앤드루스 - 벤저민 조잇 역
- 요안 그리피드 - 헨리 브래들리 역
- 스티븐 딜레인 - 리처드 브레인 역: 브로드무어 원장.
- 스티브 쿠건 - 프레더릭 제임스 퍼니벌 역
- 로런스 폭스 - 필립 리틀턴 젤 역
- 라르스 브뤼그만 - 막스 뮐러 역
- 브렌던 패트릭스 - 윈스턴 처칠 내무 장관 역
- 에이든 매카들 - 피고측 변호인 클라크 역
- 애덤 퍼거스 - 앨프리드 마이너 역